# Lappanella guineensis
Lappanella guineensis là một loài cá biển thuộc chi Lappanella trong họ Cá bàng chài. Loài này được mô tả lần đầu tiên vào năm 1969.

## Từ nguyên
Hậu tố ensis trong guineensis dùng để biểu thị địa danh, hàm ý đề cập đến nơi thu thập mẫu định danh của loài này, vịnh Guinea; nhưng thực tế thì mẫu vật này được thu thập ở ngoài khơi thủ đô Freetown, Sierra Leone, ngay phía bắc vịnh Guinea.

## Phạm vi phân bố và môi trường sống
L. guineensis có phạm vi phân bố nhỏ hẹp ở Đông Trung Đại Tây Dương, và chỉ được tìm thấy ở ngoài khơi bờ biển Sierra Leone ở độ sâu khoảng 100 m.

## Mô tả
L. guineensis có chiều dài cơ thể tối đa được ghi nhận là gần 12 cm.